# Samy Molcho
Samy Molcho (ur. 24 maja 1936 w Tel Awiw-Jafa) – izraelski pantomima. Opisał sposoby komunikacji języka ciała w kilku książkach. Działa także jako reżyser, zwłaszcza w musicalach.

## Życiorys

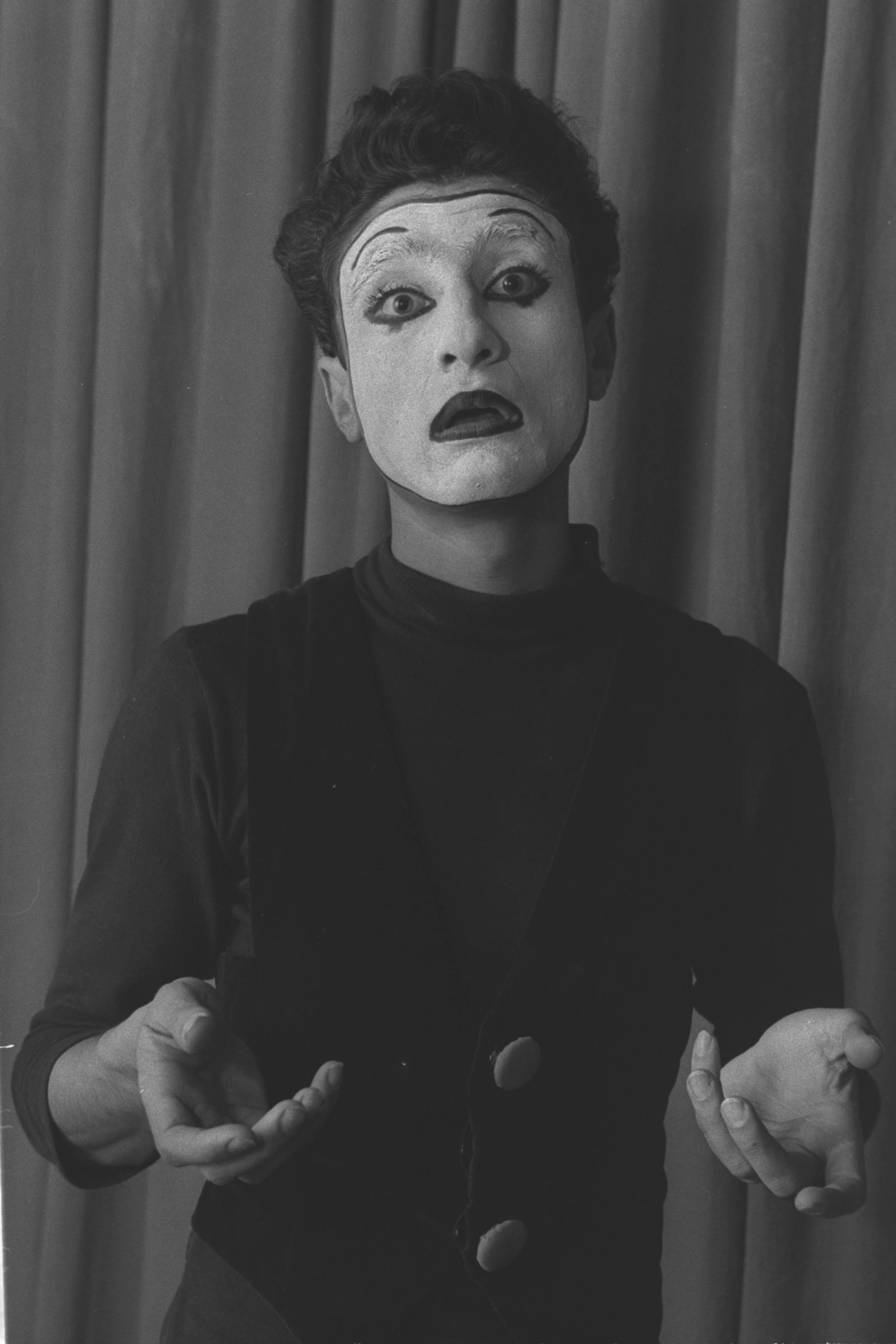
Samy Molcho (1960)

Molcho był do 2004 profesorem na Uniwersytecie Muzycznym i wykładał sztukę na seminarium Maxa Reinhardta w Wiedniu. Stał się znany na całym świecie z książek o języku ciała, przetłumaczonych na dwanaście języków, które opisują wpływ gestów i wyrazu twarzy na komunikację interpersonalną.
Obywatel austriacki, jako młody artysta, po raz pierwszy rozszerzył pantomimę o czysto psychologiczne i dramatyczne elementy. Często podróżował do Austrii w celu wymiany kulturalnej, a od 1980 organizuje w Wiedniu Międzynarodową letnią Akademię Pantomimy i Języka Ciała (do 200 uczestników z Niemiec i z zagranicy).
Molcho występuje na scenie odkąd skończył 10 lat. Studiował taniec klasyczny w Izraelu, a także jego bardziej nowoczesne formy i technikę pantomimy. Po ukończeniu szkoły aktorskiej, od 1952 był w Jerozolimskim teatrze miejskim, a cztery lata później został solistą tańca nowoczesnego w Tel Awiw-Jafa. W 1960 dał swój pierwszy pełnowymiarowy wieczór pantomimy, dzięki któremu stał się znany na arenie międzynarodowej.
W swoich książkach Molcho nie jest ograniczony na dialog lub rozmowę na temat sprzedaży. Bada na przykład chód i pomaga odnaleźć się parą małżeńskim i całym rodziną. Według jego badań, 80 procent naszych reakcji i decyzji jest wyzwalanych przez komunikację niewerbalną. Samy Molcho wspiera lepsze zrozumienie języka ciała i komunikację holistyczną.
Od 1980 Molcho prowadzi wykłady i seminaria na ten temat, między innymi też dla menedżerów, przedsiębiorców, polityków i lekarzy. Poradził także kanclerzowi Austrii, Alfredowi Gusenbauerowi podczas swoich występów w wyborach do Rady Narodowej w Austrii, w 2006. W ten sposób Gusenbauer mógł być obserwowany na plakatach wyborczych oraz w telewizyjnym pojedynku z wyćwiczonymi ruchami i celowo używanym językiem ciała.

## Życie prywatne
Jego żoną jest od 1978 Haya Molcho, z domu Heinrich. Ma czterech synów.

## Publikacje
- Körpersprache. Z fotografiami fotografa Thomasa Klingera i Hansa Albrechta Lusznata. 1983, ISBN 3-442-17382-5.
- Magie der Stille. 1987, ISBN 3-570-00766-9.
- Körpersprache als Dialog. 1987, ISBN 3-570-02891-7.
- Körpersprache im Beruf. 1988, ISBN 3-576-10630-8.
- Partnerschaft und Körpersprache. 1990, ISBN 3-570-00958-0.
- Körpersprache der Kinder. 1992, ISBN 3-576-10043-1.
- Alles über Körpersprache. Z fotografiami fotografa Thomasa Klingera. 1995, ISBN 3-576-10496-8.
- Körpersprache. (Video) 1995.
- Körpersprache der Kinder. (Video) 1997.
- Körpersprache der Promis. 2003, ISBN 3-442-39038-9.
- Körpersprache des Erfolgs. 2005, ISBN 3-7205-2656-9.
- ABC der Körpersprache. 2006, ISBN 3-7205-2841-3.
- SAMY MOLCHO LIVE. (DVD) 2006.
- Mit Körpersprache zum Erfolg 2.0. (DVD) 2007.
- ...und ein Tropfen Ewigkeit - Mein bewegtes Leben. 2007, ISBN 978-3-85002-612-3.
- Das 1x1 der Körpersprache der Kinder. 2008, ISBN 978-3-7205-4059-9.
- Mit Körpersprache zum Erfolg 3.0. (DVD) 2009.
- Umarme mich, aber rühr mich nicht an - Körpersprache der Beziehungen Von Nähe und Distanz. 2009, ISBN 978-3-424-20001-0.
- Samy Molcho - Lebenswerk. (DVD) 2013.

## Nagrody i wyróżnienia
- 1987: Srebrny medal za usługi dla Wiednia
- 1996: Austriacki krzyż honorowy w dziedzinie nauki i sztuki pierwszej klasy
- 2004: Odznaka Honorowa za Zasługi dla Republiki Austrii[1]
- 2008: Złoty medal za usługi dla Wiednia